# اوران جکسون
اوران جکسون (انگلیسی: Oran Jackson؛ زادهٔ ۱۶ اکتبر ۱۹۹۸) بازیکن فوتبال اهل بریتانیا است.
از باشگاه‌هایی که در آن بازی کرده‌است می‌توان به باشگاه فوتبال میلتون کینز دونز اشاره کرد.